# Klaus Peter Steiger
Klaus Peter Steiger (* 29. Juni 1936 in Berlin; † 13. März 2022) war ein deutscher Anglist und Hochschullehrer.

## Leben und Wirken
Klaus Peter Steiger studierte nach seiner Reifeprüfung 1955 in Bonn-Bad Godesberg und einem einjährigen Aufenthalt in Grenoble zunächst Rechtswissenschaft, ab 1958 dann Anglistik und Romanistik an der Freien Universität Berlin und 1962/63 am University College London. Im Jahre 1965 legte er in Berlin das erste Staatsexamen für den höheren Schuldienst ab und promovierte im Jahre 1969 mit einer Arbeit über Schein und Sein im dramatischen Werk Beaumont und Fletchers bei dem Anglisten Heinz Reinhold. Ab 1965 war er zunächst als wissenschaftlicher Assistent und dann ab 1968 als Akademischer Rat an der FU Berlin tätig. 1971 übernahm er dort eine Professor für Englische Philologie. 2001 ging er in den Ruhestand. Zweimal war er als Gastprofessor an der University of East Anglia, Norwich tätig (1974 und 1985).
Steiger beschäftigte sich vor allem mit dem Werk William Shakespeares und ihrer Rezeption bis in die Gegenwart.

## Veröffentlichungen (Auswahl)
- ‘May a Man be Caught with Faces?’ The Convention of ‘Heart’ und ‘Face’ in Fletcher’s and Rowley’s ‘The Maid in the Mill’. In: Essays and studies, N.S., Bd. 20 (1967), S. 47–63.
- Schein und Sein im dramatischen Werk Beaumont und Fletchers. Ernst-Reuter-Gesellschaft, Berlin (West) 1969 (= Dissertation Freie Universität Berlin).
- Jean Genet: ‘Les Nègres’. In: Walter Pabst (Hrsg.): Das moderne französische Drama. Erich Schmidt Verlag, Berlin 1971, S. 283–297, ISBN 3-503-00520-X.
- (Hrsg.): Das englische Drama nach 1945 (= Wege der Forschung, Bd. 533). Wissenschaftliche Buchgesellschaft, Darmstadt 1983, ISBN 3-534-07602-8.
- Vom Misterienspiel zum Stuart-Drama. Theatralische Vielfalt aus heutiger Sicht (= Grundlagen der Anglistik und Amerikanistik, Bd. 14). Erich Schmidt Verlag, Berlin 1984, ISBN 3-503-02206-6.
- Die Geschichte der Shakespeare-Rezeption (= Sprache und Literatur, Bd. 123). Kohlhammer, Stuttgart 1987, ISBN 3-17-009426-2.
- Moderne Shakespeare-Bearbeitungen. Ein Rezeptionstypus in der Gegenwartsliteratur (= Sprache und Literatur, Bd. 128). Kohlhammer, Stuttgart 1990, ISBN 3-17-010988-X.
- Literatur veropert. Anglophile Nachrichten aus dem anglophonen Grenzland zwischen Drama und Oper. In: Jörg Helbig (Hrsg.): Intermedialität. Theorie und Praxis eines interdisziplinären Forschungsgebiets. Erich Schmidt Verlag, Berlin 1998, S. 120–132, ISBN 3-503-03782-9.